# Smoczy jeździec (powieść)
Smoczy jeździec (niem. Drachenreiter) – niemiecka powieść dla dzieci autorstwa Cornelii Funke z 1997. W Polsce ukazała się w 2005 nakładem wydawnictwa Media Rodzina. Tłumaczeniem zajęli się Anna i Miłosz Urban. Opowiada ona o przygodach smoka Lunga, koboldki Siarczynki i chłopca Bena, którzy poszukują tajemniczego Skraju Nieba: znajdującej się w Himalajach ostatniej ostroi smoków. Książka jest dedykowana czytelnikom w wieku od 9 do 13 lat.

## Odbiór
Powieść znalazła się na 21 miejscu listy bestsellerów New York Timesa w kategorii literatury dziecięcej w sierpniu 2004.

## Adaptacje
31 października 2016 Funke opublikowała informacje w mediach społecznościowych, informując, że spotyka się z reżyserem, aby omówić animowaną adaptację powieści. Za produkcję odpowiadają Constantin Film i Rise Pictures. Film miał zostać opublikowany latem 2019, ale ostatecznie premierę odłożono na 2020.